# 特蕾莎·施托尔茨

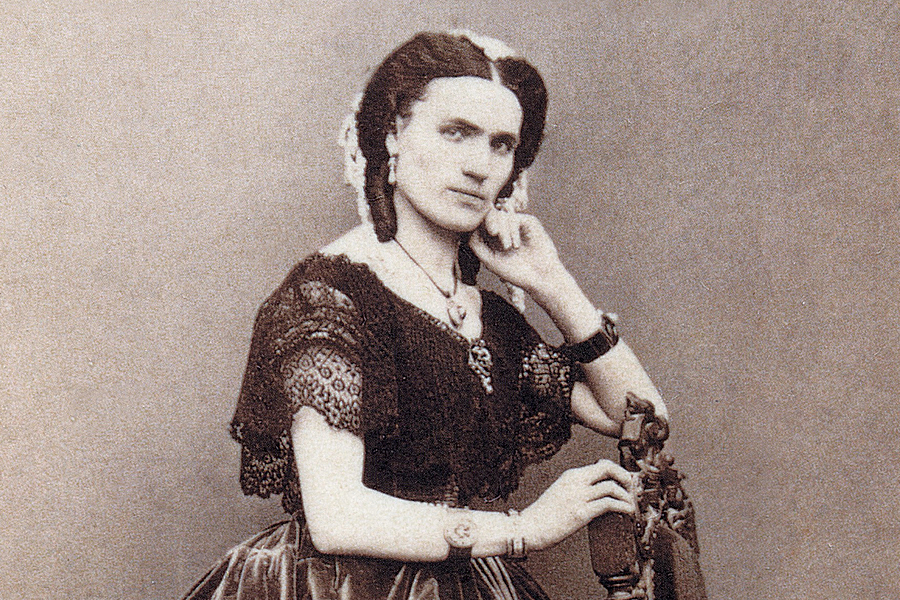
特蕾莎·施托尔茨

特蕾莎·施托尔茨 （1834年6月2日 - 1902年8月23日) 是一位来自波西米亚的女高音歌剧演唱家，她长期在意大利定居，朱塞佩·威尔第的歌劇完成後，會邀請特蕾莎·施托尔茨出演，例如阿依達在意大利的首演期間，特蕾莎·施托尔茨就參與演出。1897年起，特蕾莎·施托尔茨又成為朱塞佩·威尔第的伴侣。